# Andrea Federici
Andrea Federici (Brescia, 24 febbraio 1997) è un velocista italiano.

## Biografia
Dopo svariate medaglie nelle categorie giovanili (due delle quali anche nel salto in lungo, specialità in cui è l'unico atleta italiano oltre ad Andrew Howe ad aver superato la soglia dei 7 metri nella categoria cadetti), nel 2020 ha conquistato le sue prime medaglie in carriera ai campionati italiani assoluti, mentre nel 2022 ha vinto il suo primo titolo di campione italiano assoluto, nella staffetta 4x100 m. Nel corso degli anni ha inoltre gareggiato in varie edizioni di campionati mondiali ed europei giovanili nelle varie categorie di età (allievi, juniores, under 23) sia a livello individuale che con la staffetta 4x100 m, con la quale ha peraltro ottenuto i suoi migliori piazzamenti (un settimo posto ai Mondiali under 20 ed un quarto posto agli Europei under 23).
Nel 2022 ha conquistato un settimo posto nei 200 m ai Giochi del Mediterraneo e, sempre nella medesima manifestazione, ha anche vinto una medaglia d'oro con la staffetta 4×100 m, con il tempo di 38"95.
Il 22 giugno 2024 correndo in 20"35 è diventato il quinto miglior italiano di sempre sui 200 m.
Il 13 aprile 2025 sigla la miglior prestazione italiana sulla distanza spuria dei 120 metri, correndo in 12"35 (+1.2), togliendo il record a Pietro Mennea.
Sua madre Marinella Signori è stata a sua volta un'atleta che ha vestito più volte la maglia della nazionale, ed anche suo padre Giorgio è stato un atleta (salto in lungo e salto triplo).

## Palmarès
| Anno | Manifestazione               | Sede       | Evento            | Risultato  | Prestazione | Note  |
| ---- | ---------------------------- | ---------- | ----------------- | ---------- | ----------- | ----- |
| 2013 | Mondiali allievi             | Donec'k    | 100 m piani       | Semifinale | 11"04       |       |
| 2013 | Mondiali allievi             | Donec'k    | Staffetta svedese | Batteria   | dq          |       |
| 2015 | Europei U20                  | Eskilstuna | 4×100 m           | Batteria   | 41"10       |       |
| 2016 | Mondiali U20                 | Bydgoszcz  | 100 m piani       | Batteria   | 10"87       |       |
| 2016 | Mondiali U20                 | Bydgoszcz  | 4×100 m           | 7º         | 40"02       |       |
| 2017 | Europei U23                  | Bydgoszcz  | 4×100 m           | Finale     | dq          |       |
| 2019 | Europei U23                  | Gävle      | 4×100 m           | 4º         | 39"96       |       |
| 2022 | Giochi del Mediterraneo      | Orano      | 200 m piani       | 7º         | 21"25       |       |
| 2022 | Giochi del Mediterraneo      | Orano      | 4×100 m           | Oro        | 38"95       |       |
| 2023 | Giochi mondiali universitari | Chengdu    | 100 m piani       | Batteria   | 10"65       |       |
| 2023 | Giochi mondiali universitari | Chengdu    | 200 m piani       | 7º         | 20"79       | [ 3 ] |
| 2025 | World Relays                 | Guangzhou  | 4x100 m mista     | 5º         | 41"25       |       |

## Campionati nazionali
2012
- Oro ai campionati italiani cadetti, staffetta 4x100 m - 43"57[4]
- Oro ai campionati italiani cadetti, salto in lungo - 7,03 m[5]

2013
- 6º ai campionati italiani allievi, 100 m piani - 11"29
- Oro ai campionati italiani allievi indoor, 60 m piani - 6"95

2014
- 8º ai campionati italiani allievi, salto in lungo - 6,69 m
- Oro ai campionati italiani allievi indoor, 200 m piani - 22"33
- Bronzo ai campionati italiani allievi indoor, salto in lungo - 7,18 m[6]

2015
- Bronzo ai campionati italiani juniores, 100 m piani - 10"80
- Argento ai campionati italiani juniores indoor, 60 m piani - 7"05

2016
- 7º ai campionati italiani assoluti indoor, 60 m piani - 6"91
- Bronzo ai campionati italiani assoluti indoor, staffetta 4x1 giro - 1'28"39
- 8º ai campionati italiani juniores, 200 m piani - 28"58
- Oro ai campionati italiani juniores, 100 m piani - 10"81
- Oro ai campionati italiani juniores indoor, 200 m piani - 21"78
- Argento ai campionati italiani juniores indoor, 60 m piani - 6"77

2017
- Semifinalista ai campionati italiani assoluti, 100 m piani - 10"74
- 7º ai campionati italiani assoluti indoor, 60 m piani - 6"90
- 4º ai campionati italiani promesse, 100 m piani - 10"61
- Bronzo ai campionati italiani promesse indoor, 60 m piani - 6"87

2018
- Eliminato in batteria ai campionati italiani assoluti, 100 m piani - 10"82
- 6º ai campionati italiani promesse, 100 m piani - 10"60
- 11º ai campionati italiani promesse indoor, salto in lungo - 6,79 m
- Argento ai campionati italiani universitari, 100 m piani - 11"09

2019
- 7º ai campionati italiani assoluti, 200 m piani - 21"70
- Semifinalista ai campionati italiani assoluti, 100 m piani - 10"74
- Semifinalista ai campionati italiani assoluti indoor, 60 m piani - 6"91
- Bronzo ai campionati italiani promesse, 100 m piani - 10"57
- 4º ai campionati italiani promesse, staffetta 4x100 m - 41"94
- 4º ai campionati italiani promesse indoor, 60 m piani - 6"88
- Oro ai campionati italiani universitari, 100 m piani - 10"64

2020
- Argento ai campionati italiani assoluti, 200 m piani - 21"20
- Bronzo ai campionati italiani assoluti, 100 m piani - 10"42
- 6º ai campionati italiani assoluti, staffetta 4x100 m - 41"71[7]
- 8º ai campionati italiani assoluti indoor, 60 m piani - 6"86

2021
- 8º ai campionati italiani assoluti, 200 m piani - 21"55
- Eliminato in batteria ai campionati italiani assoluti, 100 m piani - 10"69
- Bronzo ai campionati italiani assoluti, staffetta 4x100 m - 40"58[8]
- 6º ai campionati italiani assoluti indoor, 60 m piani - 6"80

2022
- Bronzo ai campionati italiani assoluti, 200 m piani - 20"80
- Oro ai campionati italiani assoluti, 4x100 m - 40"26
- Eliminato in batteria ai campionati italiani assoluti indoor, 60 m piani - 6"83

2023
- 8º ai campionati italiani assoluti indoor, 60 m piani - 6"78

2024
- 4º ai campionati italiani assoluti, 200 m piani - 20"87
- Oro ai campionati italiani assoluti, staffetta 4x100 m - 40"16
- Eliminato in batteria ai campionati italiani assoluti indoor, 60 m piani - 6"80

2025
- Eliminato in batteria ai campionati italiani assoluti, 100 m piani - 10"54
- 5º ai campionati italiani assoluti indoor, 60 m piani - 6"74
- Oro ai campionati italiani assoluti indoor, staffetta 4x2 giri - 3'15"41
- Oro ai campionati italiani universitari, 100 m piani - 10"43

## Altre competizioni internazionali
2016
- 6º al Golden Gala ( Roma), staffetta 4x100 m - 40"19